# Pseudonicsara aeruginifrons
Pseudonicsara aeruginifrons is een rechtvleugelig insect uit de familie sabelsprinkhanen (Tettigoniidae). De wetenschappelijke naam van deze soort is voor het eerst geldig gepubliceerd in 1911 door Heinrich Hugo Karny.